# Мосциброди
Мосциброди (пол. Mościbrody) — село в Польщі, у гміні Вішнев Седлецького повіту Мазовецького воєводства.
Населення — 218 осіб (2011).
У 1975-1998 роках село належало до Седлецького воєводства.

## Демографія
Демографічна структура станом на 31 березня 2011 року:
|          | Загалом | Допрацездатний вік | Працездатний вік | Постпрацездатний вік |
| -------- | ------- | ------------------ | ---------------- | -------------------- |
| Чоловіки | 107     | 26                 | 74               | 7                    |
| Жінки    | 111     | 26                 | 68               | 17                   |
| Разом    | 218     | 52                 | 142              | 24                   |